# Ewa Zielińska
Pour les articles homonymes, voir Zielińska.
Ewa Zielińska est une athlète polonaise handisport née le 25 décembre 1972 à Słupca, spécialisée dans le saut en longueur et le 100 m.

## Biographie
En 1992, elle perd sa jambe gauche à cause d'une tumeur osseuse,.
Elle participe aux Jeux paralympiques d'été de 2004. En 2008, lors des jeux paralympiques d'été à Pékin, elle remporte la médaille de bronze en saut en longueur,.
Elle est également médaillée d'argent aux championnats du monde 2002 (saut en longueur), championne d'Europe 2003 (saut en longueur) et médaillée de bronze aux championnats d'Europe 2005 (saut en longueur) et à ceux de 2012 (100 mètres). 
Le 18 décembre 2008, le président Lech Kaczyński lui décerne la Croix d'argent du mérite.